# Wojewódzki Szpital Specjalistyczny w Legnicy

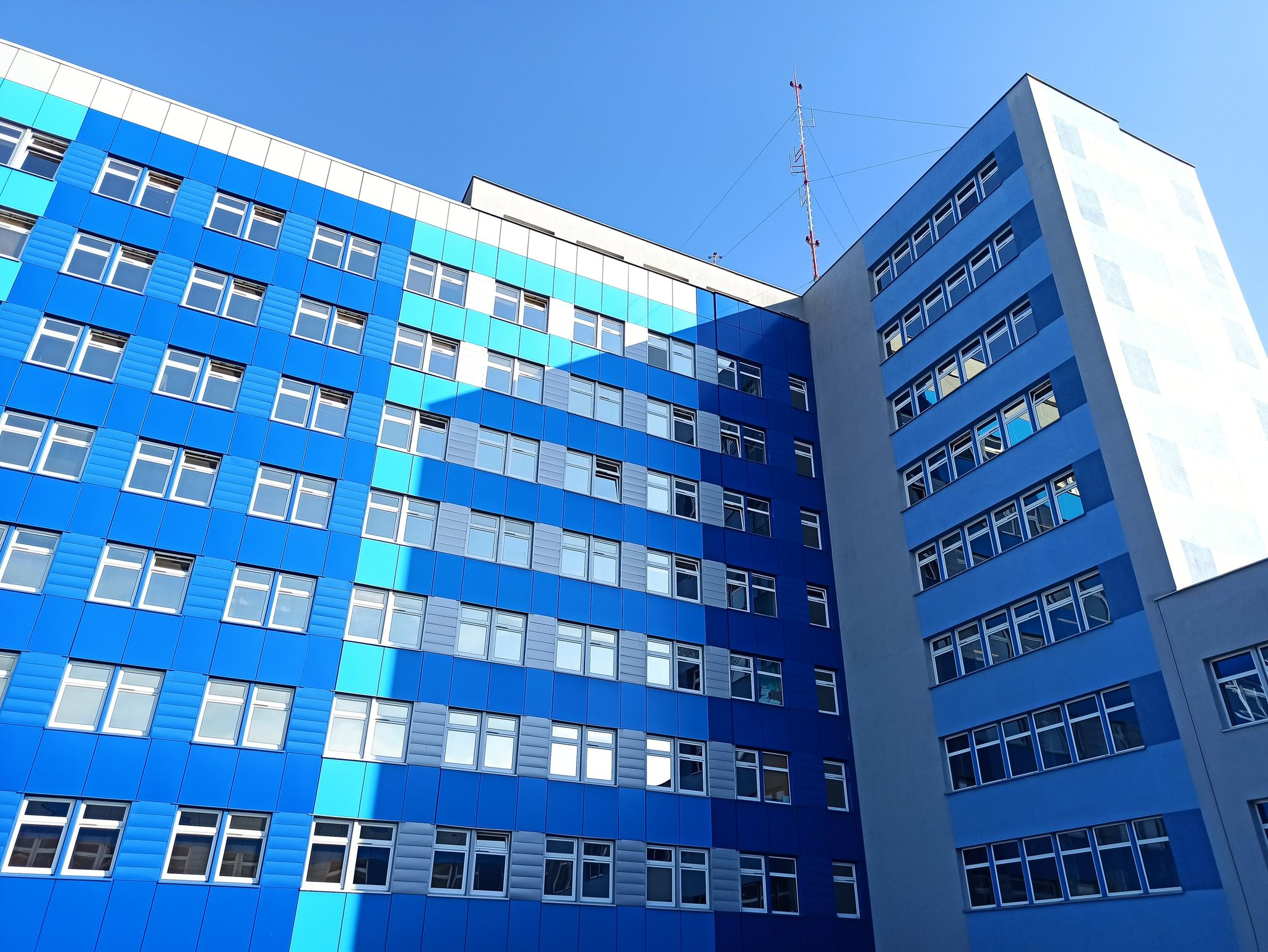

Wojewódzki Szpital Specjalistyczny w Legnicy – szpital mieszczący się przy ulicy Jarosława Iwaszkiewicza 5, na osiedlu Piekary w Legnicy. Jest placówką Samorządu Województwa Dolnośląskiego. 

## Szpitalne oddziały
| - Anestezjologii i Intensywnej Terapii - Chirurgiczny dla Dzieci - Chirurgiczny Ogólny - Chirurgii Onkologicznej - Chirurgii Urazowo-Ortopedycznej - Chorób Wewnętrznych - Ginekologiczno położniczy z pododdziałem patologii ciąży | - Hematologiczny - Kardiologiczny - Rehabilitacji Kardiologicznej - Medycyny Paliatywnej - Neonatologiczny z Pododdziałem Intensywnej Terapii Wcześniaków, Noworodków i Dzieci - Neurochirurgiczny - Neurologiczny z Pododdziałem Udarowym - Okulistyczny | - Pediatryczny - Onkologiczny - Psychiatryczny Ogólny - Dzienny Psychiatryczny Rehabilitacyjny i Ogólny - Rehabilitacji Neurologicznej - Szpitalny Oddział Ratunkowy - Urologiczny |

## Szpitalne poradnie specjalistyczne
| - Bariatryczna - Chemioterapii - Chirurgii Dziecięcej - Chirurgii Ogólnej - Chirurgii Onkologicznej - Chirurgii Urazowo - Ortopedycznej - Chorób Zakaźnych | - Gruźlicy i Chorób Płuc - Hematologiczna - Kardiologiczna - Kardiologiczna dla dzieci - Leczenia Zeza - Medycyny Pracy - Nefrologiczna - Anestezjologiczna | - Neonatologiczna - Neurochirurgiczna - Okulistyczna - Onkologiczna - Preluksacyjna - Prehabilitacji i żywienia klinicznego - Urologiczna - Zdrowia Psychicznego |

## Heliport
Od 2011 roku szpital dysponuje heliportem.